# Val Masino
Val Masino (lombardul: Val Màsen) település Olaszországban, Sondrio megyében. Lakosainak száma 840 fő (2023. január 1.). Val Masino Ardenno, Bregaglia, Buglio in Monte, Chiesa in Valmalenco, Civo és Novate Mezzola községekkel határos.

## Népesség
A település népességének változása:
| Lakosok száma | 914  | 891  | 840  |
|               | 2017 | 2018 | 2023 |